# Versus You
Versus You est un groupe luxembourgeois de punk rock et pop punk. Il est formé en 2005 par Eric Rosenfeld et Giordano Bruno. En 2014, Le Quotidien décrit le groupe, avec ses presque 10 ans d'histoire, comme une « institution de la scène rock locale. » Le groupe compte quatre albums studio ainsi qu'un split album avec White Flag et de nombreuses tournées internationales.

## Histoire

### Débuts et première tournée (2006–2008)
Versus You est composé de quatre musiciens, et créé par Eric Rosenfeld et Giordano Bruno en 2005. Amis de longue date, les deux musiciens avaient déjà joué dans quelques groupes ensemble et il n'a pas fallu beaucoup de temps à Eric, qui avait déjà un paquet de chansons écrites, pour convaincre Giordano de rejoindre son nouveau groupe à la guitare basse. Quelques semaines plus tard, ils accueillent Pit Romersa à la batterie, qui enregistre avec eux leur premier album, Marathon (sorti en 2006 chez Fond of Life Records), et qui quitte ensuite Versus You pour se consacrer à son groupe principal, Eternal Tango.
Le batteur numéro deux, Mike Lahier, les rejoint peu après et enregistre un deuxième album avec le groupe. Bien que l'album s'intitule This is the Sinking (sorti chez Winged Skull Records et radar Music en 2008), il attire l'attention du public sur le groupe,. Leur chanson The Hotel Room atteint la tête des hit-parades nationaux, avec une rotation importante. Plus de 900 personnes ont assisté à la soirée de sortie de l'album. Versus You a également joué au Rock-A-Field Festival à Roeser cette année-là.
Après une première tournée en Allemagne, Belgique, aux Pays-Bas et en Italie, Jimmy Leen, qui deviendra plus tard le second compositeur de Versus You, rejoint le groupe à la guitare et les premières parties de No Use For a Name et des Flatliners, avec lesquels ils deviennent rapidement amis, s'ensuivent. Lors du dernier concert des Flatliners, Mike Lahier et Versus You se séparent pour des raisons personnelles. Aloyse Weyler rejoint Versus You juste à temps pour leur première tournée en Europe de l'Est et en Russie, où ils jouent avec NOFX, Propagandhi, Only Crime, White Flag et Bayside.

### The Mad OnesetLevitate the Listener(2009–2013)
The Mad Ones est leur troisième album qu'ils enregistrent en direct avec Charel Stoltz juste après leur retour de tournée. Sorti chez Granny Records en collaboration avec Fond of Life Records en 2009, The Mad Ones révèle l'inspiration d'Eric pour l'écrivain Jack Kerouac,, et qui reste une description parfaite du groupe. Après une deuxième tournée en Europe de l'Est et en Russie et d'innombrables concerts (dont Rock-A-Field à nouveau), Aloyse laisse Versus You sans batteur.
Un nouveau batteur est trouvé avec Jerry Kirpach, un ami du groupe et qui promet de rester avec eux. Versus You enregistre un nouveau single intitulé This War is Like a Drug to You et six autres chansons pour un split avec White Flag. Cette année-là, ils donnent des concerts avec Alkaline Trio, Strike Anywhere, Dead to Me, Dear Landlord et Star Fucking Hipsters. Levitate the Listener (publié par Long Beach Records en collaboration avec G Chord Records) sort en 2011,,.
Après un grand nombre de concerts pour leur courte existence, trois albums, un EP et un split, Versus You ne montre toujours aucun signe de ralentissement de sitôt. En 2011, ils partagent la scène avec des groupes comme The Adolescents, Mike Herrera de MxPx, Dead to Me, The Casualties, Rise Against et font une tournée européenne avec White Flag. En 2012, Versus You est sélectionné parmi plus de 500 groupes pour jouer au Groezrock Festival. Ils enregistrent également un nouveau single intitulé Happy Yet ?! avec leur producteur de longue date Charel Stoltz et se rendent en Suède pour enregistrer leur quatrième album avec le producteur Chips Kiesbye, qui a déjà travaillé avec Millencolin et The Hellacopters, entre autres.
Au début de l'année 2013, Jimmy quitte le groupe pour se concentrer entièrement sur son nouveau projet nommé Fox. Il est remplacé par le jeune frère de Giordano, Dario Bruno, qui a précédemment joué dans des groupes tels que Extinct, Nervous Chillin et aussi The Last Millennium Suckers. Des concerts avec Strung Out, Black Flag, The Manix et Jimmy Eat World suivent.

### Moving Onet 10 ans (2014–2015)
Le dernier album intitulé Moving On (publié par Flix Records en collaboration avec G Chord Records et Noiseworks Records) sort le 14 février 2014. La chanson Be Better than Me, dans laquelle la chanteuse suédoise Hannah Smallbone s'occupe de la partie vocale féminine est au début de 2014 dans le Top 50 des charts iTunes luxembourgeois, et se hisse à la première place des iTunes Rock Charts Luxembourg. Le 15 février 2014, la fête de sortie du quatrième album Moving On, enregistré en 2012 dans les Music-A-Matic Recording Studios à Göteborg, en Suède, avec le producteur Chips Kiesbye, et mixé et masterisé par Henryk Lipp est célébrée à Den Atelier à Luxembourg. L'artwork de Moving On, ainsi que pour l'album Marathon et le split-album Levitate the Listener est conçu par Kim « The Butcher » Schreiner.
Le 12 mai 2014, Versus You annonce sur sa page Facebook qu'il avait signé avec Bomber Music UK. L'album Moving On sort le 21 juillet 2014 en Angleterre, et du 18 au 26 juillet Versus You joue la tournée Moving On.... to the UK Tour. Le 5 octobre 2014 Versus You publie la chanson Sunny Afternoon qui est une reprise des parrains du punk britannique The Kinks sur leur page Facebook. La chanson a été enregistrée quelques années plus tôt dans leur salle de répétition, et avec un téléphone portable. Depuis le 20 octobre 2014, l'album Moving On et d'autres CD du groupe sont disponibles en France sur le label Guerilla Asso. Toujours en 2014, Versus You effectue une tournée en Allemagne, en Autriche et au Royaume-Uni pour promouvoir l'album Moving On. Pet Sematary, une reprise des Ramones est publiée le 31 mars 2015 sur YouTube. La chanson est enregistrée et mixée en 2010 par Eric Rosenfeld et l'ancien guitariste Jimmy Leen. Jimmy a joué de la batterie et Eric a pris en charge la guitare, la basse et le chant.
En 2015, ils ont été sélectionnés pour jouer au festival Eurosonic à Groningue aux Pays-Bas. Une autre tournée britannique suit du 3 au 11 avril 2015, et le groupe est l'un des premiers groupes sélectionnés pour le Punk Rock Holiday Festival à Tolmin, en Slovénie, à l'été 2015. Le 10 mai 2015 Versus You publie sur YouTube la chanson Go Ahead and Cry, une reprise de Sky Saxon et the Electra-Fires. La chanson a été enregistrée il y a quelques années pour un album hommage à Sky Saxon qui n'a jamais vu le jour. Bill Bartell (alias Pat Fear) de White Flag était l'initiateur de cet album hommage, mais il est décédé le 24 septembre 2013. Le 18 octobre 2015 Versus You célèbre son dixième anniversaire de groupe sous la devise Versus You : 10 Years later, Old and Bald au De Gudde Wëllen (La Bonne Volonté) à Luxembourg. Soutenu par le groupe instrumental luxembourgeois The Majestic Unicorns from Hell et le duo luxembourgeois de hip-hop Freshdax.

### Birthday Boyset autres sorties (depuis 2016)
Le 15 juillet 2016, Versus You sort avec les groupes Killtime (Italie) et The Gamits (États-Unis), un EP vinyle de 3 titres intitulé Rocket to Rushmore, qui est limité à 333 exemplaires. Le 20 septembre 2016, Versus You annonce sur Facebook la sortie de leur nouveau single vinyle You Better qui contient deux nouveaux titres, face A : You Better et face B : Always Follow et est disponible à partir du 1er décembre 2016, une fois en vinyle noir et une fois en vinyle orange. Le 28 octobre 2016, ils ont annoncé qu'il y aurait une réédition limitée du premier album Marathon, pour la première fois en vinyle, et de nouveaux produits dérivés conçus par leur ami de longue date Kim « The Butcher » Schreiner.
Versus You annonce le 26 septembre 2017 sur Facebook la sortie de leur nouvel EP Birthday Boys. Le premier single homonyme est publié le 10 octobre 2017 à minuit sur YouTube sous la forme d'une soi-disant vidéo lyrique. Le 11 novembre 2017, le festival de sortie a lieu à Sang a Klang, au Pfaffenthal de Luxembourg à partir de 14 heures. Pour ce festival, Versus You était soutenu par les groupes suivants : Mind Rebellion (L), Weakonstruction (L), All the Way Down (L), Cosmogon (L), Not Scientists (F), The Majestic Unicorns from Hell (L), Everwaiting Serenade (L) et Guerilla Poubelle (F).
Le 1er août 2018, Versus You sort un nouvel EP Times of War / Let's Make Love en numérique sur Bandcamp, qui contient les deux chansons éponymes. Avec le single Fall Apart, sorti le 15 janvier 2019, Versus You annonce son sixième album Worn and Loved. Celui-ci sort le 15 mars 2019. La release party a lieu le même soir à l'Atelier à Luxembourg avec en première partie Guerilla Poubelle et The Majestic Unicorns from Hell.

## Style musical
Versus You indique que son style est inspiré par des groupes punk de Berkeley, Minneapolis et Chicago tels que Crimpshrine, Fifteen, Jawbreaker, The Replacements, Hüsker Dü, The Broadways et de nombreux groupes punk des années 90. Leur écriture est également inspirée par des groupes non punk tels que Big Star, Alex Chilton, Tom Petty and the Heartbreakers, The Kinks et Paul Westerberg.

## Projets parallèles
Eric Rosenfeld est également le guitariste et chanteur du groupe Adoptees et a un projet solo appelé Communicaution qu'il commence en 2004 dans lequel il joue principalement des chansons acoustiques. Il a également été actif dans les groupes Rise-Up, Broken Stars et TimeSickness. Eric Rosenfeld joue également dans le projet The Cutting Word, formé en 2016. Giordano Bruno dirige les labels luxembourgeois G Chord Records et Noiseworks Records.

## Discographie

### Albums studio
- 2006 : Marathon (Fond of Life Records, New Music Distribution)
- 2008 : This Is The Sinking (Winged Skull Records)
- 2009 : The Mad Ones (Fond of Life Records)
- 2011 : Levitate the Listener (split-album avec White Flag ; Long Beach Records, Broken Silence)
- 2014 : Moving On (Flix Records, G Chord Records, Noiseworks Records, Bomber Music, Guerilla Asso)
- 2019 : Worn and Loved (G Chord Records, Noiseworks Records, Guerilla Asso)

### EP
- 2014 : Be Better Than Me (disponible sur Bandcamp)
- 2016 : Rocket To Rushmore (avec Killtime et The Gamits limité à 333 exemplaires ; G Chord Records / Noiseworks Records)
- 2017 : Birthday Boys (formats vinyles et numérique sur iTunes ; G Chord Records / Noiseworks Records)
- 2018 : Times of War / Let's Make Love (format numérique sur Bandcamp)

### Singles
- 2010 : This War Is Like a Drug to You! (G Chord Records)
- 2012 : Happy Yet?! (G Chord Records, Noiseworks Records)
- 2014 : Be Better Than Me (disponible seulement sur iTunes)
- 2016 : You Better (G Chord Records / Noiseworks Records)

### Reprises
- 2014 : Sunny Afternoon (reprise des Kinks sur Facebook)
- 2015 : Pet Sematary (reprise des Ramones sur YouTube)
- 2015 : Go Ahead And Cry (reprise des Sky Saxon et The Electra-Fires sur YouTube)
- 2017 : Rosie Won't You Please Come Home (reprise des Kinks sur YouTube)

### Compilations notables
- 2008 : Luxembourg's Finest Rock and Pop 2008
- 2008 : Luxembourg's Finest: A Selection by Rockhal Volume 1
- 2008 : Luxembourg's Finest: A Selection by Rockhal Volume 2
- 2009 : Taste Music: Rock Pop Made in Luxembourg
- 2009 : Ox-Compilation #95
- 2010 : This Is Fond of Life Records Vol. 2
- 2011 : Action Culturelle: SACEM Luxembourg Volume 2
- 2012 : This Is Fond of Life Records Vol. 3
- 2013 : 2014: The Best Is Yet to Come! New Alternative And Indie Sounds From Cargo Digital (iTunes)
- 2015 : It's a Bomber (iTunes)